# Морозов, Сергей Александрович (хоккеист)
Сергей Александрович Морозов (30 марта 1979 — 14 мая 2007) — российский хоккеист, нападающий.

## Биография
На юношеском уровне играл за московское «Динамо» и «Химик» Воскресенск. В РХЛ играл за «Химик» в сезонах 1996/97 — 1998/99. Выступал за команды низших лиг «Вятич» Рязань (1997/98), «Химик-2», «Витязь» Подольск, «Витязь-2» (все — в сезоне 1999/2000), «Ривьера» Москва (2000/01), «Капитан» Ступино (2001/02).
Участник чемпионата Европы среди юниоров 1997.
Скончался 14 мая 2007 года в возрасте 28 лет. Похоронен на Воскресенском городском кладбище.